# Île Stewart (Nouvelle-Zélande)
Pour les homonymes insulaires, voir Île Stewart. Pour les autres homonymes, voir Stewart.
L’île Stewart officiellement nommée Stewart Island/Rakiura, est la troisième île néo-zélandaise par sa superficie (1 746 km2), située dans la mer de Tasman à 27 km au sud de l’île du Sud. Elle en est séparée par le détroit de Foveaux. Elle compte 387 habitants, résidant dans le seul village d’Oban.

## Géographie

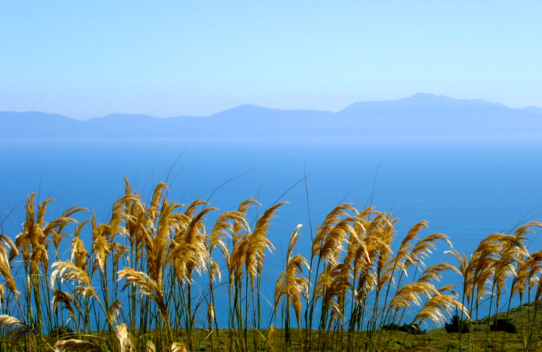
L'île Stewart et le détroit de Foveaux depuis Bluff.

Carte de l'île Stewart.

L'île a une superficie de 1 746 km2. Le nord de l'île est façonné par la vallée marécageuse de la Freshwater  prenant sa source près de la côte nord-ouest et s'écoulant vers le sud-est à travers la large échancrure de l'anse de Paterson. Le point culminant de l'île est le mont Anglem, près de la côte nord, à une altitude de 979 m. Il fait partie d'une couronne de crêtes encerclant la vallée de la Freshwater.
La moitié sud de l'île a un relief plus régulier, s'élevant jusqu'à une crête au sud de la vallée de la Rakeahua qui débouche également dans l'anse de Paterson. L'extrémité sud de cette crête est le mont Allen (750 m). Au sud-est, les terres moins hautes sont drainées par les vallées des rivières Toitoi, Lords et Heron. Le cap Sud-Ouest est l'extrémité sud des trois îles principales de Nouvelle-Zélande.
La baie de Mason, sur la côte ouest, est connue pour sa longue plage de sable, sur une île où les plages sont généralement beaucoup plus tourmentées. Une hypothèse avance que la baie a été formée après l'impact d'une météorite dans la mer de Tasman.
Au large des côtes de l'île Stewart se trouvent trois grandes îles et de nombreuses îles plus petites. Les plus connues sont l'île Ruapuke, dans le détroit de Foveaux à 32 km au nord-est d'Oban, l'île Codfish, près de la rive Nord-Ouest, et la Grande île du cap Sud (Big South Cape Island), située au large de la pointe sud-ouest de l'île Stewart. Deux groupes d'îles dénommées Muttonbird ou Titi sont situées l'une entre l'île Stewart et l'île Ruapuke, et l'autre autour de la Grand île du cap Sud. Parmi les autres îles, on peut mentionner celles de Bench, Native et Ulva, à l'embouchure de l'anse de Paterson, et les îles de Pearl, Anchorage et Noble, près de Port Pegasus au sud-ouest.

## Histoire
James Cook fut le premier Européen à apercevoir l'île, mais il pensa qu'elle faisait partie de l’île du Sud et la baptisa Cap Sud en 1770. Le nom de Stewart lui fut attribué d'après le capitaine William Stewart, capitaine de baleinier qui le premier cartographia l'île.
Son nom maori original, Te Punga o Te Waka a Maui, fait référence à la mythologie maorie. Il signifie « la pierre d'ancrage du canoë de Maui », rappelant le rôle de l'île dans la légende de Maui et de son équipage qui, de leur canoë, l'île du Sud, attrapèrent le grand poisson, l'île du Nord.
Le nom maori le plus usité est cependant Rakiura. On le traduit en général par « ciel rougeoyant », probablement en référence aux couchers de soleils célèbres de l'île Stewart, ou à l'aurore australe.
Certains voient cependant Rakiura comme une version abrégée de Te Rakiura a Te Rakitamau, « le grand rougeoiement de Rakitamau », en souvenir de la gêne de Rakitamau : la légende maorie raconte qu'un chef de l'île nommé Te Rakitamau était marié à une jeune femme qui tomba malade et le pria d'épouser sa cousine après sa mort. Te Rakitamau pagaya à travers Te Moana Tapokopoko a Tawhiki (le détroit de Foveaux) jusqu'à l'île du Sud où vivait la cousine, pour y découvrir qu'elle était récemment mariée. Il rougit d'embarras, c'est pourquoi l'île fut baptisée Te Ura o Te Rakitamau.
En 1864, les Britanniques achetèrent l’île Stewart pour 6 000 livres, à l’époque une somme considérable par rapport aux conditions climatiques de l'île. Des industries de salaison de poisson et de construction navale voient le jour ; mais elles finissent par décliner. Une ruée vers l'or, puis la chasse à la baleine, cessent elles aussi. L'île entre alors dans une économie de subsistance, tournée sur elle-même lors de la majeure partie du XXe siècle. Les habitants vivent de la pêche au charbonnier et au paua, l’ormeau local.
C'est dans une crique de l'île Stewart que le navigateur en solitaire Yves Parlier fait escale pour réparer seul son bateau lors du Vendée Globe 2000-2001.

## Urbanisme
Le seul village est Oban, situé dans la baie de Half Moon.
Une ancienne colonie, Port Pegasus sur la côte sud, pouvait autrefois s'enorgueillir de ses quelques magasins et de son bureau de poste. Elle est aujourd'hui inhabitée et n'est accessible que par bateau ou par une excursion difficile à travers l'île.

## Transports et économie
Un service de ferry régulier relie Bluff, sur l’île du Sud, à Oban. Une liaison aérienne existe avec l’aéroport d'Invercargill. Des avions atterrissent aussi sur le sable dans la baie de Mason.
Bien que l’île de Stewart reçoive quelques touristes et bénéficie de l’exploitation forestière et de l’agriculture, la principale industrie est la pêche. Plus de 80 % de l’île est protégé depuis la création du Parc national de Rakiura en 2002.

## Administration
Pour l'administration, l'île fait partie du district de Southland (extrémité méridionale de l'île du Sud). Cependant, elle partage avec d'autres îles une certaine liberté dans les règles gouvernant la vie quotidienne. Par exemple, les services de transport opérant uniquement sur l'île n'ont pas à conserver un enregistrement des heures de travail de leurs conducteurs, contrairement au reste de la Nouvelle-Zélande (section 70C du Transport Act de 1962).

## Faune
De nombreuses espèces d'oiseaux se développent sur l'île Stewart grâce à l'absence de prédateurs. Parmi eux on compte le Gorfou du Fiordland, le Râle wéka, le kākā, des albatros, des manchots, le kiwi, le zostérops à dos gris, des troglodytes, des gobe-mouches, et des mohouas et kakapos rares.
L'île Stewart possède une grande population de cerf de Virginie sur ses zones côtières, qui est chassée pour la viande et le sport. Une petite population de cerf élaphe vit plus à l'intérieur des terres.
Le gecko Tukutuku rakiurae est une espèce endémique de l'île Stewart.